# Die Ortenau
Die Ortenau: Zeitschrift des Historischen Vereins für Mittelbaden ist eine geschichtswissenschaftliche Zeitschrift in Baden-Württemberg.
Das jährlich erscheinende Vereinsjahrbuch (von 1910 bis 1961 als „Heft“ bezeichnet, seit 1962 als „Jahresband“) des Historischen Vereins für Mittelbaden enthält Aufsätze zu regional- und lokalhistorischen Themen und einen umfangreichen Rezensionsteil. Darüber hinaus gibt es regelmäßig Mitteilungen, Nachrichten und Berichte über das Vereinsleben.
Namensgeber für die Zeitschrift, die seit 1910 die wichtigste Zeitschrift für die mittelbadische Geschichte ist, ist die Ortenau, eine geschichtliche Landschaft am rechten Oberrhein und in der Vorbergzone des Schwarzwalds in Baden-Württemberg.

## Sonderausgaben
- Sonderheft als Ersatz für die Jahrgänge 1915–1918. (1915–18)
- 21. Heft: Burgen und Schlösser Mittelbadens. (1934)
- 28. Heft: 30 Jahre, 1910/11–1941. (1941)
- 35. Heft: 45 Jahre, 1910–1955. (1955)
- 58. Jahresband: Die Klöster der Ortenau. (1978)
- Gesamtregister 1910–1981. (1983)
- 64. Jahresband: Burgen und Schlösser in Mittelbaden. (1984)
- Gesamtregister 1982–1990. (1992)
- Gesamtregister 1991–2001. (2002)
- Gesamtregister 2002–2013. (2013)